# محسن بهرامي
محسن بهرامي (بالفارسية: محسن بهرامی؛ من مواليد 25 مارس 1982 في طهران) ممثل ومقدم وممثل صوت إيراني. تخرج من ثانوية التمثيل في مجال الفن، وبدأ مشواره الفني عام 1994 بمسلسل "بصمة صديق" (بالفارسية: ردپای دوست)، لكن مسيرته المهنية بدأت بالتمثيل في مسرح "ضائع" (بالفارسية). : از دست رفته) للمخرج فرهاد أصلاني عام 2001.

## أنشطة

### مسرح
بدأ التمثيل في المسرح من خلال التمثيل في فيلم "ضائع" للمخرج فرهاد أصلاني. وفي السنوات الأخيرة، مثل في العديد من المسرحيات، أبرزها "بستان الكرز" إخراج أكبر زنجانبور، "دار أعماق" إخراج مصطفى عبد الله، "جول وقداري" إخراج بهزاد فرحاني، "راغ" إخراج أيوب أغاخاني، «الأب» إخراج محمود زندنام، «مولي سويني» و«البيت مغلق» إخراج شيما فرحمند.
| سنة  | اسم العرض                               | مخرج             |
| ---- | --------------------------------------- | ---------------- |
| 2001 | ضائع                                    | فرهاد أصلاني     |
| 2012 | مولي سويني                              | شيما فرحمند      |
| 2014 | المنزل مغلق                             | شيما فرحمند      |
| 2014 | حبي هو كرة القدم                        | شايان أفكاري     |
| 2014 | مسرحية لك (مسرحية القراءة)              | احسان كرامي      |
| 2015 | طهران تحت أجنحة الملائكة (قراءة مسرحية) | نادر برهاني مرند |
| 2015 | جول وقدر                                | بهزاد فرحاني     |
| 2015 | الأعماق السفلى                          | مصطفى عبدالله    |
| 2015 | عيد ميلاد سعيد بيمان                    | شايان أفكاري     |
| 2016 | بستان الكرز                             | أكبر زانجانبور   |
| 2017 | هافت عصر هافتومي باييز                  | أيوب أقاخاني     |
| 2017 | الأب                                    | محمود زندنام     |
| 2018 | شاحنة (دبلجة)                           | محمد رضا قوليبور |
| 2019 | خرقة                                    | أيوب أقاخاني     |
| 2019 | الإبن                                   | علي مقدم         |
| 2020 | غرفة في فندق بلازا (مسرح السينما)       | مريم باقري       |
| 2021 | قصر القاجاري                            | مريم باقري       |
| 2023 | قراءة وحيد القرن (قراءة اللعب)          | كيفان كاسيريان   |
| 2024 | بيجان ومنيجة                            | شكرخدا جودارزي   |
| 2024 | أغاني طيبة                              | أيوب أقاخاني     |

وفي أحد حواراته وصف بهرامي التمثيل في المسرح قائلا: "الممثل المسرحي يجب أن يكون دائما جاهزا بدنيا وتمثيليا، ولا يستطيع تنقيح أخطائه. وفي الصورة يتم تصوير صورة الممثل وفقا لـ حجم الإطار الذي يريده منك المخرج في المسرح عليك أن تكون مثاليًا وخاليًا من العيوب.

### التلفاز
وظهر حتى الآن في مسلسلات مثل "أضواء المدينة" إخراج مسعود كرامتي، "الأبرياء" إخراج أحمد أميني، "قد يحدث لك أيضا" إخراج أحمد معظمي، "نفار زرد" إخراج بوريا آذربايجاني، مسلسل "لغز" و"نجوى" إخراج إبراهيم شيباني و"سلام آغاي مدير" إخراج علي رضا تافانا، وبالإضافة إلى ذلك ظهر في أفلام تلفزيونية مثل "دار ميان صايع ها" إخراج مسعود كرامتي و"الحكمة الخفية". إخراج ماجد الترباطي. كما لعب دورًا في المسلسل التلفزيوني "شهراج" للمخرج سيد جلال دهقاني اشكيزاري.
| سنة  | عنوان                   | مخرج                |
| ---- | ----------------------- | ------------------- |
| 1994 | سلسلة الغبار Rade Paaye | عباس رنجبر          |
| 2004 | سلسلة أضواء المدينة     | مسعود كرامتي        |
| 2006 | فيلم الحكمة الخفية      | ماجد الترباتي       |
| 2007 | فيلم العظام             | فرهاد علي زاده آاهي |
| 2008 | مسلسل الأبرياء          | أحمد أميني          |
| 2008 | فيلم دار ميان سايي ها   | مسعود كرامتي        |
| 2009 | قد يحدث لك أيضًا         | أحمد المعزمي        |
| 2014 | لغز                     | ابراهيم الشيباني    |
| 2017 | سلسلة نجوى              | ابراهيم الشيباني    |
| 2017 | سلسلة نافاري زرد        | بوريا اذربيجاني     |
| 2019 | سلام آغاي مودير         | علي رضا تافانا      |
| 2020 | مسلسل شهراج             | سيد جلال اشكيزاري   |
| 2023 | سلسلة بازبورس           | احمد معزمي          |
| 2024 | سلسلة الأخطبوط          | احمد معزمي          |

كان بهرامي مقدم المسابقة التليفزيونية "Rade Paa" التي تم بثها على قناة IRIB TV5.
كما كانت له تجربة الأداء في برنامج "راديو هفت" على قناة IRIB أموزيش التلفزيونية.
كما يتمتع بهرامي بحضور بارز في برنامج "بارج أفال" الذي أنتجته قناة آي فيلم عام 1400، وهو برنامج يتمحور حول الكتب والقراءة.

### خدمات الوسائط المتدفقة
| سنة  | عنوان              | دور  | مخرج            |
| ---- | ------------------ | ---- | --------------- |
| 2024 | سلسلة غابة الأسفلت | هومن | بيجمان تيمورتاش |

### سيفينا
كان لدى بهرامي عدة تعاونات مع "Sevina Group" (سينما خاصة للمكفوفين). تأسست هذه المجموعة في عام 2018 من قبل جيلاريه عباسي من أجل تقديم المنتجات الثقافية والفنية للمكفوفين وأيضا لدعم قدرات المكفوفين في المجالات الثقافية والفنية في البلاد.

### مذياع
كما ينشط محسن بهرامي كممثل إذاعي في الإدارة العامة للفنون المسرحية بالإذاعة منذ عام 2009.
يعد برنامج "نمفارنامه" رواية وتمثيل محسن بهرامي أول نسخة درامية إذاعية من الشاهنامه، والذي بدأ بثه في 15 مايو 2022، تزامنًا مع يوم الحفاظ على اللغة الفارسية وإحياء ذكرى الفردوسي على إذاعة IRIB نمايش.

### سينما
التمثيل الصوتي لدور عباس بن علي في فيلم الحسين الذي قال لا للمخرج أحمد رضا درويش، وقام بأداء محسن بهرامي.

### الكتب الصوتية والعروض
كما قام بنشاط بارز في مجال التعليق الصوتي للكتب الصوتية والبرامج الصوتية، وهو ما يمكن ملاحظته من خلال تواجده كراوي ومذيع في كتاب شيرلوك هولمز، وعرض ريبيكا الصوتي، وكتاب صورة دوريان جراي، والخوف والارتجاف. كتاب، الخ.
لعب دور غول محمد لمحسن بهرامي في النسخة الصوتية من كتاب " كيليدار " لمحمود دولت آبادي ، والذي يعتبر من أبرز الأعمال الصوتية الفارسية، ولاقى استحسان الجمهور.

## الجوائز

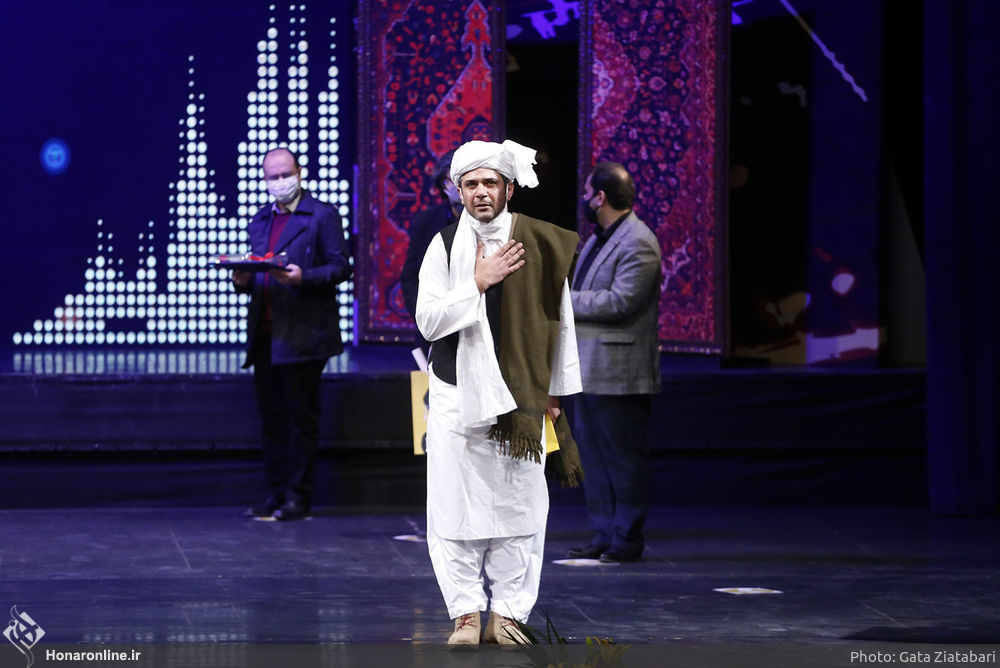
محسن بهرامي في الحفل الختامي لمهرجان فجر الموسيقي الـ36

وفي عام 2009، حصل بهرامي على تمثال أول ممثل ذكر في قسم الدراما الإذاعية في مهرجان المسرح الطلابي الثالث عشر.
كما حصل بهرامي في قسم إعلان الأعمال الإلكترونية لمجلس كتاب الأطفال الذي أقيم في أغسطس 2021، على درع مختارة و"شارة السمكة السوداء الصغيرة" (2019) لرواية كتاب شيرلوك هولمز .
وحضر الحفل الختامي لمهرجان فجر الموسيقي السادس والثلاثين، ممثلاً عن عائلة دوربور، وحصل على شهادة فخرية لأفضل غناء لموسيقى المنطقة (نور محمد دوربور عن ألبوم دوردانه).